# ベルン市内区
ベルン市内区（独: Innere Stadt）は、スイスの首都でありベルン州の州都でもあるベルン市にある6つの区（Stadtteil）のうちの第一区（Stadtteil I）であり、ちょうどベルン旧市街の範囲にあたる。

## 行政区画
ベルン市内区は5つの統計区域（Statistische Bezirke）から成り、口語では地区（Quartiere）と呼ばれる。またこの5つの地区は、以下のように3つの大地区（Gebräuchliche Quartiere）にまとめられる。
- 黒区（Schwarzes Quartier）。この1区で大地区のマッテ地区を構成する。
- 白区（Weisses Quartier）と緑区（Grünes Quartier）。この2区で大地区の旧市街下町（Untere Altstadt）を構成する。
- 黄区（Gelbes Quartier）と赤区（Rotes Quartier）。この2区で大地区の旧市街上町（Obere Altstadt）を構成する。

この地図上の区分けと、色による区名の由来は、1798年にさかのぼる。ナポレオン・ボナパルト政権下のフランス軍がベルンを占領した際、ベルン市内に街路名による住所表示がなく、また兵士たちが文字を知らなかったためか、市内の地理を把握するために色による区分をしたのである。こうして、住所を表示する看板は二か国語の表記を持ち特定の色にされるようになり、現在も同じ方式で標識が作られている。オーバートール（Obertor）からケーフィク塔（Käfigturm）の手前までが赤区、塔からツィットグロッゲの手前までが黄区、ツィットグロッゲからクロイツ通り（Kreuzgasse）までが緑区、クロイツ通りからロイファー広場（Läuferplatz）までが白区で、マッテ地区が黒区となった。
2019年には市内区全域の人口は4,688人であり、そのうちスイス人は3,736人、外国人は952人であった。統計区域ごとの人口は、以下のとおりである。
|      | 人口 | スイス人 | 外国人 | 面積 (ヘクタール) |
| ---- | ---- | -------- | ------ | ----------------- |
| 黒区 | 1185 | 1018     | 167    | 14                |
| 白区 | 1101 | 842      | 159    | 10                |
| 緑区 | 1279 | 980      | 299    | 15                |
| 黄区 | 878  | 666      | 212    | 14                |
| 赤区 | 345  | 230      | 115    | 32                |

## 歴史
中世には、1294年の憲法改革以後、ベルン旧市街は4つの地区に分けられていた。東西に走るメリット通り（Märitgasse）と南北に走るクロイツ通りを地区の境界線として、南西がピシュテルン四分区（Pfistern-Viertel）、北西がシュミーデン四分区（Schmieden-Viertel）、南東がメッツゲルン四分区（Metzgern-Viertel）、北東がゲルベア四分区（Gerber-Viertel）というように、それぞれの地区を統治した騎士の名で呼ばれた。
16世紀に入ると、それまでゲルベア四分区に属していたニーデック・シュタルデンと今日のニーデック橋の間のニーデック教会を含めた区域がメッツゲルン四分区に移転した。また16世紀中ごろには、西側へのベルン市街地の拡大により生じた各区の不均衡を修正する境界改正が行われ、シャール通り（Schaalgasse）と大聖堂通り（Münstergasse）の軸に境界が移された。この新しい境界線が上町と下町の境ともなり、それに伴って、東側の野原は下町の住民のみが使い、西側の野原は上町の住民のみが使うことができる、というような区分が生じた。
教会の現行の階級は、ベルン教区が分割された1721年から始まったものである。ベルンにおいては、ベルン大聖堂のみが教区教会であったが、1721年にニーデック教会と精霊教会（Heiliggeistkirche）が教区教会に昇格したのである。昇格後、精霊教会はオーバートール（Obertor）からケーフィク塔（Käfigturm）までを教区としたので、新市街の外郭が含まれた。大聖堂は塔からゲレヒティックカイト通り（Gerechtigkeitsgasse）の始点までを教区とした。ニーデック教会は下町の残りの部分を教区とし、ニーデック・シュタルデン、アルテンベルク、ショスシャルデ、マッテおよびマッテンエックが含まれた。